# 潮州府志
《潮州府志》始由南宋年間所起筆編撰的《三陽志》，後有元代的《續三陽志》，以及明代及清代年間的《潮州府》。內容主要記載潮州並及粵東一帶的歷史沿革及政軍民情風俗，以官方角度筆撰。從南宋到清光緒年間止至今，已經有多個版本。